# Festival de la chanson latine
Le Festival de la chanson latine est un concours musical de la chanson organisé en 1969 et en 1970 à Mexico. Il se tient au théâtre Ferrocarrilero (es) de Mexico du 19 au 23 mars 1969 et du 10 au 14 mars 1970.  
Des représentants de 25 pays du continent américains et de 5 pays participent à l'édition 1970. Le chanteur mexicain José José interprète El triste, qui devient rapidement un succès international. Il termine à la troisième place.  
Le festival a ensuite été transformé en Festival OTI de la chanson qui se déroule entre 1972 et 2000.

## Gagnants

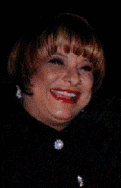
Lucecita Benitez, gagnante en 1969 (photo prise en 2000).

| Année | Pays       | Chanson        | Chanteur/chanteuse    |
| ----- | ---------- | -------------- | --------------------- |
| 1969  | Porto Rico | Génesis        | Lucecita Benítez (en) |
| 1970  | Brésil     | Canção de amor | Cláudya (en)          |